# شعراوي جمعة
شعراوي جمعة (1920- 28 نوفمبر 1988) عسكري وسياسي مصري، تولى منصب وزير الداخلية في عهد الرئيس المصري جمال عبد الناصر وأوائل حكم أنور السادات.

## دراسته العسكرية
من مواليد مصر . وكان من المتفوقين في دراسته الثانوية والعسكرية. تخرج في الكلية الحربية، إلا أنه لم ينضم إلى تنظيم الضباط الأحرار. حصل على ماجستير العلوم العسكرية 1951، ثم عمل مدرساً بالكلية الحربية ثم برئاسة الأركان 1957.

## المخابرات العامة
عمل في الخمسينات مع عبد المحسن فائق في جهاز المخابرات المصري وكان زميلا له، وعمل رئيسا لفرع الخدمة السرية في المخابرات العامة. ثم أصبح نائب مدير المخابرات العامة في الفترة 1957 - 1961.

## محافظ السويس
تولى منصب محافظ السويس في الفترة 1961 - 1964.

## الاتحاد الاشتراكي
تولى منصب أمين عام الاتحاد الاشتراكي 1969، والتنظيم الطليعي، وكان مقرر اللجنة التنفيذية العليا، والمسئول عن التنظيم الطليعي الذي كان يضم نخبة من القيادات السياسية التي سوف تتولى القيادة وضمان استمرار النهج السياسي لثورة 23 يوليو وتطويره.

## وزارة الداخلية
تولى منصب وزير الداخلية في 10 سبتمبر 1966. أنشأ مدرسة أمناء الشرطة عام 1967.

## ثورة التصحيح
بعد وفاة الرئيس جمال عبد الناصر وتولي الرئيس أنور السادات، استمر في منصبه كوزير للداخلية وأضيف إليه منصب نائب رئيس الوزراء.
وتفاقمت الخلافات بين الرئيس السادات من جهة وبين وزراء عبد الناصر وكان هو منهم والفريق أول محمد فوزي وزير الحربية ومحمد فائق وزير الإعلام وسامي شرف وزير شئون رئاسة الجمهورية وغيرهم، فقاموا تقديم استقالة جماعية في يوم 13 مايو 1971، بغية الضغط السياسي على السادات، فقبل استقالتهم، وشكل حكومة جديدة في يوم 15 مايو 1971، وأمر بالقبض عليهم مع المئات غيرهم فيما يعرف بقضية مراكز القوى. في حركة سماها السادات ثورة التصحيح في 15 مايو 1971، وظل يحتفل بذلك اليوم حتى نهاية فترة حكمه.
حوكم أمام محكمة أمن الدولة العليا عام 1971 في ما يعرف بثورة التصحيح.

## وفاته
توفي في 28 نوفمبر 1988.

## كتب
نشر مركز الأهرام للنشر كتابا بعنوان (وزير داخلية عبد الناصر «شعرواي جمعة».. شهادة للتاريخ)، وهو من صياغة وتحقيق الكاتب الصحفي محمد حماد. والكتاب عبارة عن تفريغ لشرائط فيديو مدة كل شريط ساعة ونصف، سجلها شعراوي جمعة في عام 1986. وتتناول تلك التسجيلات شهادته على الفترة من 28 سبتمير 1970 إلى 15 مايو 1971.